# Ван Сяньчжи
Для ватажка повстання 9 століття див. Ван Сяньчжи(повстанець)
Ван Сяньчжи (王献 之, 344 —386) — китайський каліграф, художник часів династії Цзінь.

## Життєпис
Народився у 344 році у родині відомих каліграфів Ван Січжи та Сі-фужень. Отримав гарну домашню освіту. Завдяки впливу родини Ван отримав посаду в імператорському почті. Згодом став канцлером імперії Цзінь. Помер у 386 році.

## Каліграфія

Каліграфія Ван Сяньчжи

Навчався у свого батька, продовжив його традиції. Ван Сяньчжи заклав традицію публічних каліграфічних акцій. Вперше за усі попередні століття юний каліграф удостоївся вищого звання «чудотворець каліграфії» (шушен). Незважаючи на раптову смерть у 42 роки, внесок Ван Сяньчжи у розвиток китайської каліграфії не менш великий, ніж його батька. У китайських трактатах за ним закріпилася репутація «порушника почеркової межі». Ним створені варіанти проміжних почерків, представлені настільки видатними зразками, що вони назавжди увійшли в арсенал каліграфічної традиції. Це почерки «напівстандартного статуту» (сінкай), «напівстандартного скоропису» (сінцао) і «почерк єдиної риси» (і бішу). Фундаментом для новацій у високошвидкісних почерках була висока майстерність Ван Сяньчжи в статуті, в якому був виконаний сувій Лошеньфу («Ода про божество ріки Ло»). Він цінувався сучасниками майстра настільки високо, що був вигравіруваний на пластинах нефриту.

## Живопис
Працював переважно у жанрі хуа-няо («живопис квітів і птахів»). З картин Ван Сянжи дотепер збереглися лише копії.

## Родина
Був батьком доньки Ансі, яка стала дружиною імператора Ан-ді.